# Parafia Trójcy Przenajświętszej w Rudce
Parafia pw. Trójcy Przenajświętszej w Rudce – rzymskokatolicka parafia należąca do dekanatu Brańsk, diecezji drohiczyńskiej, metropolii białostockiej.
Parafia powstała 14 czerwca 1442 roku.

## Obszar parafii

### Miejscowości i ulice
W granicach parafii znajdują się miejscowości:

- Józefin,
- Karp,
- Koryciny,
- Lubieszcze,
- Olendy
- Rudka